# Beneixama (kommun)
Beneixama är en kommun i Spanien.   Den ligger i provinsen Provincia de Alicante och regionen Valencia, i den sydöstra delen av landet, 300 km sydost om huvudstaden Madrid. Antalet invånare är 1 792. Arean är 35 kvadratkilometer. Beneixama gränsar till Banyeres de Mariola, Biar, El Camp de Mirra och Fontanars dels Alforins. 
Terrängen i Beneixama är kuperad norrut, men söderut är den platt.